# Hexatoma imperator
Hexatoma imperator är en tvåvingeart som beskrevs av Alexander 1953. Hexatoma imperator ingår i släktet Hexatoma och familjen småharkrankar. Inga underarter finns listade i Catalogue of Life.